# Nationalstraße 324 (China)
Die Nationalstraße 324 (chinesisch 324国道, Pinyin 324 Guódào, englisch China National Highway 324), chin. Abk. G324, ist eine 2.712 km lange Fernstraße im Süden Chinas, die in Ost-West-Richtung durch die Provinzen Fujian, Guangdong, Guizhou und Yunnan sowie im Autonomen Gebiet Guangxi verläuft. Sie beginnt in der Provinzhauptstadt Fuzhou und führt von dort über Putian, Quanzhou, Raoping, Puning, Haifeng, Huizhou und Zengcheng in die Metropole Guangzhou (Kanton). Von dort führt sie weiter über Sanshui, Yulin und Guigang in die Gebietshauptstadt Nanning. Anschließend verläuft sie über Tiandong, Ceheng, Luoping, Shilin und Yiliang in die Provinzhauptstadt Kunming.